# Поправки к Конституции России (2020)

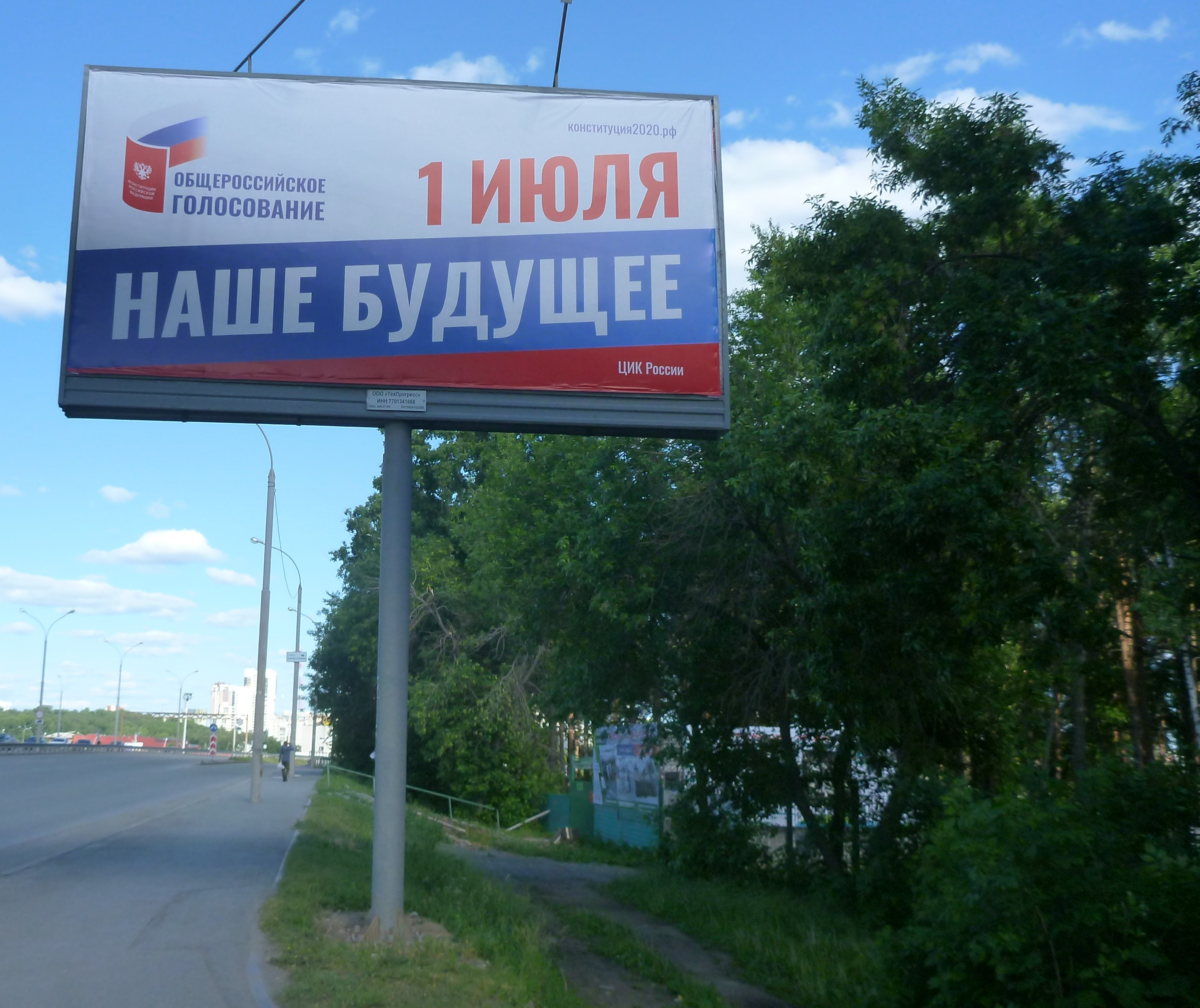
Щит ЦИК о дате голосования по поправкам к Конституции России

Поправки к Конституции России были предложены президентом Владимиром Путиным в послании Федеральному собранию 15 января 2020 года и частично приняты в качестве Закона о поправке от 14.03.2020 № 1-ФКЗ «О совершенствовании регулирования отдельных вопросов организации и функционирования публичной власти» (206 изменений).
Поправки были вынесены на специально созданный для этого механизм общероссийского голосования. По его итогам президент Владимир Путин 3 июля 2020 года подписал указ «Об официальном опубликовании Конституции Российской Федерации с внесёнными в неё поправками», который предусматривал их вступление в силу 4 июля 2020 года.
Наиболее обсуждаемым нововведением в российской Конституции стало «обнуление президентских сроков» президента РФ Владимира Путина, что дало возможность ему переизбираться ещё на два срока: в 2024 и 2030 годах. Для Путина после переизбрания в 2024 году это стал пятый президентский срок. С инициативой «обнуления» сроков Путина выступила депутат Госдумы от «Единой России» Валентина Терешкова.
Поправки в Конституцию увеличивали полномочия президента России за счёт правительства и премьер-министра. Также усилилась зависимость судов от президента. Были закреплены в Конституции гарантии президента после отставки, в том числе его право стать пожизненным сенатором. В Конституции РФ появилось положение, которое позволило российским властям не выполнять решения международных органов. Был введён новый орган власти — Государственный совет.
В Конституции было прописано, что Россия является «правопреемницей Советского Союза». Также было обозначено, что Россия «чтит память защитников Отечества» и «обеспечивает защиту исторической правды». Было закреплено, что в России существует «защита института брака как союза мужчины и женщины». Также в поправках к Конституции была упомянута вера в Бога, которую России «передали предки».

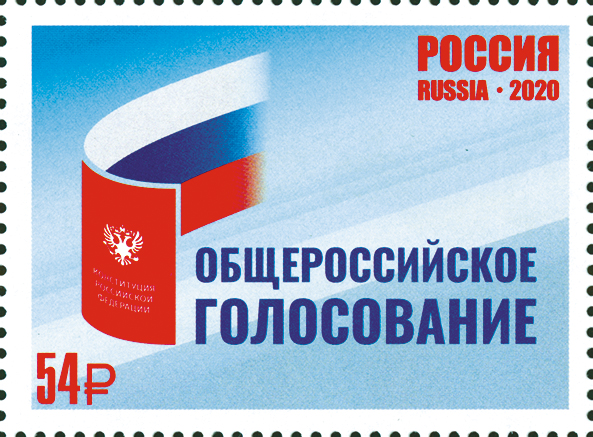
Почтовая марка

## Предыстория
Конституция России была принята на всенародном голосовании 12 декабря 1993 года. Конституция состоит из 9 глав, из которых 1-я, 2-я и 9-я — неизменяемы. Главы 3-8 могут изменяться. Для этого нужно согласие субъектов Федерации, Государственной Думы, Совета Федерации, президента.
За время действия конституции было проведено несколько изменений. Наиболее крупными были поправки, выдвинутые в президентском послании 2008 года, в частности, увеличившие президентские сроки с 4 до 6 лет. Среди других поправок: поправка об объединении Верховного и Высшего арбитражного судов, а также поправка о назначении представителей президента в состав Совета Федерации. Также в Конституцию вносились изменения, связанные с образованием или ликвидацией субъектов Федерации, а также с их переименованием.
Незадолго до предложения о поправках к Конституции ряд политологов называл переписывание Конституции под действующего президента одним из наиболее вероятных сценариев решения «проблемы 2024».

## Предложение и содержание поправок

### В соответствии с посланием президента Федеральному собранию
В президентском послании 15 января 2020 года президент Российской Федерации В. В. Путин предложил внести в Конституцию Российской Федерации несколько поправок:
1. Внести в Конституцию изменения, прямо гарантирующие её приоритет в правовом пространстве России. Президент пояснил своё предложение следующим образом: «Требования международного законодательства и договоров, а также решения международных органов могут действовать на территории России только в той части, в которой они не влекут за собой ограничения прав и свобод человека и гражданина, не противоречат нашей Конституции»[17]. Фактически это означало предложение ввести прямое указание на приоритет Конституции над международными договорами, решениями международных организаций[18].
2. Ввести запрет на иностранное гражданство и вид на жительство для председателя правительства, министров и глав федеральных органов, губернаторов, сенаторов, депутатов и судей.
3. Усилить взаимодействие между государственными и муниципальными органами власти. (Конституция Российской Федерации)
4. Ввести в Конституцию положение о Государственном совете.
5. Дать право Государственной думе утверждать председателя правительства, а также по его представлению — всех его заместителей и федеральных министров.
6. Назначать руководителей всех силовых ведомств и региональных прокуроров президентом по итогам консультаций с Советом Федерации. По современной Конституции региональные прокуроры назначаются президентом без консультаций с Совфедом.
7. Изменить требования к президенту: он должен проживать на территории России не менее 25 лет (раньше — не менее 10 лет), не должен быть обладателем иностранного гражданства или вида на жительство не только на момент выборов, но и ранее.
8. Предлагается убрать из конституционного ограничения сроков полномочий президента[a] слово «подряд», не позволяющее одному и тому же лицу занимать должность президента более двух последовательных сроков.
9. Дать право Конституционному суду по запросу президента проверять конституционность законопроектов до их подписания.
10. Дать Совету Федерации по представлению президента полномочия отрешать от должности судей Конституционного и Верховного судов в случае совершения ими проступков, порочащих честь и достоинство, и при невозможности сохранения статуса судьи.

В своём послании Путин заявил, что поправки не затрагивают фундаментальных основ конституции, и предложил провести их утверждение парламентом через принятие соответствующих конституционных законов, после чего провести голосование граждан по всему пакету предложенных поправок, по результатам которого президент будет принимать окончательное решение. Данные поправки были внесены президентом на рассмотрение Государственной Думы 20 января.

### Содержание поправок ко 2-му чтению
2 марта президент, депутаты ГД и члены СФ внесли на рассмотрение второй пакет поправок в Конституцию. Ответственным комитетом 170 правок рекомендованы к принятию, 169 — к отклонению. Среди поправок, рекомендованных к принятию и включённых в текст законопроекта ко второму чтению вдобавок к поправкам, принятым в первом чтении, содержатся следующие предложения:
Поправки, связанные с историей и политической системой
1. Декларируется, что «Российская Федерация является правопреемником Союза ССР на своей территории» (ст. 671, ч. 1).
2. Утверждается, что «Российская Федерация, объединённая тысячелетней историей, сохраняя память предков, передавших нам идеалы и веру в Бога, а также преемственность в развитии Российского государства, признаёт исторически сложившееся государственное единство» (ст. 671, ч. 2).
3. Закрепление за русским народом статуса «государствообразующего» по признаку использования русского языка (ст. 68, ч. 1)[24]. Также вводится понятие «многонационального союза равноправных народов» (раньше был один многонациональный народ).
4. «В Российской Федерации создаются условия для устойчивого экономического роста страны и повышения благосостояния граждан, для взаимного доверия государства и общества, гарантируются защита достоинства граждан и уважение человека труда, обеспечиваются сбалансированность прав и обязанностей гражданина, социальное партнёрство, экономическая, политическая и социальная солидарность» (ст. 75).

Поправки в области традиционных семейных ценностей, прав и свобод человека и гражданина
1. Вводится понятие «внутренних угроз», с которыми должен бороться Совет Безопасности РФ (ст. 83, пункт «ж»).
2. Дать определение брака как союза мужчины и женщины[20][25]. Правительство Российской Федерации теперь «обеспечивает проведение в Российской Федерации единой социально ориентированной государственной политики в области сохранения традиционных семейных ценностей» (ст. 114, ч. 1, пункт «в»).
3. «Правительство Российской Федерации осуществляет меры по поддержке институтов гражданского общества, в том числе некоммерческих организаций, обеспечивает их участие в выработке и проведении государственной политики» (ст. 114, ч. 1, пункт «е1»).
4. К ведению Российской Федерации отнесено обеспечение безопасности личности, общества и государства при применении информационных технологий, обороте цифровых данных (ст. 71, пункт «м»).

Изменение полномочий Федерального собрания
1. По современной Конституции, председатель Счётной палаты и половина аудиторов назначаются Госдумой, а его заместитель и другая половина аудиторов — Совфедом. Предлагается, чтобы они поменялись местами, то есть председателя будет назначать Совет Федерации, а заместителя — Государственная Дума. Предлагается, чтобы и Государственная Дума, и Совет Федерации назначали председателя, заместителя председателя и аудиторов по представлению президента[20][23][26][27][28].
2. Статья 1031 вводит процедуру парламентского контроля, который будет осуществляться в соответствии с федеральным законом.
3. Удалено из Конституции: «Палаты могут собираться совместно для заслушивания посланий Президента Российской Федерации, посланий Конституционного Суда Российской Федерации, выступлений руководителей иностранных государств».

Расширение полномочий президента и сокращение полномочий Правительства
1. У президента появится возможность (ст. 83, пункт «а») отправить Председателя Правительства в отставку (раньше он уходил сам). Сам Председатель всё ещё может подать в отставку, но президент вправе её отклонить (ст. 117, ч. 41). Роль Председателя правительства уменьшена. Ранее он «определял основные направления деятельности Правительства Российской Федерации», а теперь только «организует работу Правительства Российской Федерации» в соответствии с распоряжениями и поручениями президента (ст. 113).
2. В процессе утверждения предложенной Председателем Правительства структуры федеральных органов исполнительной власти президент теперь вносит в неё изменения и определяет органы, руководить деятельностью которых он будет лично, без участия Правительства (ст. 83, пункт «б1»).
3. Президент теперь лично назначает и отстраняет от должности федеральных министров (ст. 112). Раньше он делал это по представлению Председателя правительства. Правда, часть кандидатур (кроме силового блока) утверждает теперь Государственная дума. Однако, Государственная дума может быть распущена, если она не утвердит министров, которых ей положено утверждать (ст. 109, ч. 1). После роспуска президент назначит министров по представлению Председателя Правительства.
4. Президент теперь «осуществляет общее руководство Правительством Российской Федерации» (ст. 83, пункт «б»).
5. Президент теперь обладает неприкосновенностью даже после окончания своих полномочий (ст. 921, ч. 1). Он может быть «лишён неприкосновенности Советом Федерации только на основании выдвинутого Государственной Думой обвинения в государственной измене или совершении иного тяжкого преступления, подтверждённого заключением Верховного Суда Российской Федерации о наличии в действиях Президента Российской Федерации, как действующего, так и прекратившего исполнение своих полномочий, признаков преступления и заключением Конституционного Суда Российской Федерации о соблюдении установленного порядка выдвижения обвинения» (ст. 93, ч. 1). При этом даже в случае отставки президент пожизненно остаётся членом Совета Федерации (ст. 95, ч. 2, пункт «б»), каждый член которого обладает неприкосновенностью (ст. 98, ч. 1) и который отвечает за лишение бывшего президента неприкосновенности (ст. 93, ч. 1). Таким образом, бывшего президента придётся, в случае необходимости, лишать неприкосновенности дважды (второй раз — как сенатора по представлению Генерального прокурора).
6. По современной Конституции число сенаторов (то есть членов Совфеда), назначаемых президентом — не более 10 %, 17 человек[27], никто из них не назначен пожизненно, и они так же, как и остальные сенаторы — представители законодательной и исполнительной власти субъектов РФ, и назначаются на срок полномочий соответствующего органа госвласти субъекта. Предлагается увеличить число сенаторов, назначаемых президентом, максимум до 30, и чтобы они не обязаны были быть представителями органов власти субъектов РФ, и чтобы не более 7 из этих 30 могли быть назначены президентом пожизненно (ст. 95, ч. 2, пункт «в»). Совфед должен принимать свои решения независимо от решений президента (в соответствии со статьёй 10 Конституции о разделении ветвей власти и согласно регламенту Совета Федерации[29], считая, что президент больше относится к исполнительной ветви власти, так как на принятие законов он может только влиять: если Госдума и Совфед оба голосуют по от 1/2 до 2/3 членов, президент может отклонить законопроект; если же Госдума и Совфед оба голосуют числом больше 2/3, они принимают закон вопреки мнению президента; а вот исполнительная власть полностью подчиняется указам президента, при этом президент подчиняется законам как и исполнительная власть, а также учитывая то, что, хотя представители РФ в Совфеде и назначаются и освобождаются президентом[30], они не называются представителями президента), и данная поправка опасна тем, что увеличивает влияние президента, тогда как президент также обладает некоторым влиянием на половину Сената, назначаемого от исполнительной власти субъектов, так как, согласно 773 Конституции, «федеральные органы исполнительной власти и органы исполнительной власти субъектов Российской Федерации образуют единую систему исполнительной власти», и, например, президент может уволить главу исполнительной власти субъекта согласно ст. 19 (пункт 1, подпункт «г») закона № 184-ФЗ от 06.10.1999 «Об общих принципах организации … органов государственной власти субъектов Российской Федерации»[31].
7. Предлагается сверх 30 представителей РФ и представителей субъектов РФ (170 в начале 2020 г.), пожизненно назначать сенаторами бывших президентов (ст. 95, ч. 2, пункт «б»).
8. Президент «назначает на должность после консультаций с Советом Федерации и освобождает от должности Генерального прокурора Российской Федерации, заместителей Генерального прокурора Российской Федерации, прокуроров военных и других специализированных прокуратур …» (ст. 129, ч. 2 и 3). По современной Конституции президент представляет Совету Федерации кандидатуры Генерального прокурора и его заместителя, Совфед их назначает. По поправке же — Совфед теряет силу, его мнение необязательно и является лишь рекомендацией.

Ограничения в области местного самоуправления
1. Введено понятие единой системы публичной власти (ст. 80, ч. 2; ст. 83, пункт «е5»), организация которой относится к ведению Российской Федерации (ст. 67, ч. 1; ст. 71, пункт «г»). Декларируется единство государственной и местной власти (ст. 132, ч. 3).
2. «Органы государственной власти могут участвовать в формировании органов местного самоуправления, назначении на должность и освобождении от должности должностных лиц местного самоуправления в порядке и случаях, установленных федеральным законом» (ст. 131, ч. 11).
3. «На территории Российской Федерации в соответствии с федеральным законом могут быть созданы федеральные территории. Организация публичной власти на федеральных территориях устанавливается указанным федеральным законом» (ст. 67, ч. 1).
4. Сельское хозяйство теперь отнесено (ст. 72, ч. 1, пункт «д») к предмету совместного ведения Российской Федерации и её субъектов. В совместном ведении также теперь находится (ст. 72, ч. 1, пункт «е») молодёжная политика и вопросы «формирования культуры ответственного отношения граждан к своему здоровью» (ст. 72, ч. 1, пункт «ж»).

Поправки, относящиеся к реформе судебной власти
1. Суды (Конституционный, Верховный, федеральные) теперь не имеют возможности самостоятельно избрать себе председателя и его заместителей. Теперь они назначаются по представлению президента (ст. 83, пункт «е»).
2. В случае совершения судьями поступка, порочащего честь и достоинство судьи, а также в иных предусмотренных федеральным конституционным законом случаях Совет Федерации по представлению президента может приостановить полномочия судьи (ст. 83, пункт «е3»). Сегодня полномочия судей приостанавливаются на основании решения коллегиальных судебных органов в предусмотренных федеральными законами случаях. Это положение в равной мере распространяется на Председателя суда и его заместителей в Верховном и Конституционном судах.
3. Количество судей конституционного суда сокращено с 19 до 11 (ст. 125, ч. 1).

Согласование Конституционным судом решений международных судов, разрешение вопроса о возможности исполнения решений межгосударственных органов
1. Вводится прямое указание, что Конституционный суд в порядке, установленном законом, решает, какие постановления международных судов исполнять, а какие — нет (ст. 79; ст. 125, ч. 51, пункт «б»).
2. Уточняются полномочия прокуратуры (функции уголовного преследования, надзор за соблюдением Конституции, прав и свобод человека и гражданина) (ст. 129, ч. 1).

10 марта состоялось обсуждение поправок в рамках второго чтения в Государственной думе.

### Обнуление президентских сроков
10 марта 2020 года депутат от «Единой России» Валентина Терешкова предложила отменить ограничения по числу президентских сроков или же позволить повторно избираться на пост президента Владимиру Путину («обнулить» число уже проведённых им на посту президента сроков).
Вопрос на самом деле стоит не о нём, а о нас, гражданах России, и о её будущем. Ну а если так, то зачем крутить и мудрить, зачем городить какие-то искусственные конструкции? Надо всё честно, открыто, публично предусмотреть: или вообще убрать ограничения по числу президентских сроков из Конституции, или — если этого потребует ситуация и, самое главное, если этого захотят люди — заложить в законе возможность для действующего президента вновь избираться на эту должность. <…> Это гарантия устойчивости как внутри страны, так и по её внешнему контуру.
После выступления Терешковой выступил сам Путин, поддержав возможность своего переизбрания, но отвергнув проведение досрочных выборов Госдумы. Также Путин заявил о необходимости получить заключение Конституционного суда о соответствии поправок действующей Конституции. Во втором чтении Государственной Думы за поправки Терешковой проголосовали 380 депутатов, 1 воздержался, против — 43.
При этом предлагается в самой Конституции прописать следующее:
Статья 81 <…> 31. Положение части 3 статьи 81 Конституции Российской Федерации, ограничивающее число сроков, в течение которых одно и то же лицо может занимать должность Президента Российской Федерации, применяется к лицу, занимавшему и (или) занимающему должность Президента Российской Федерации, без учёта числа сроков, в течение которых оно занимало и (или) занимает эту должность на момент вступления в силу поправки к Конституции Российской Федерации, вносящей соответствующее ограничение, и не исключает для него возможность занимать должность Президента Российской Федерации в течение сроков, допустимых указанным положением.
Конституционный суд признал легальность «обнуления», хотя в 1998 году, рассматривая аналогичный вопрос, он запретил президенту Ельцину выдвигаться третий раз подряд. Судьи объясняют новое решение тем, что в Основной закон включается «специальная оговорка», отсутствовавшая ранее, которая учитывает «конкретно-исторические факторы <…>, в том числе степень угроз для государства и общества, состояние политической и экономической систем».
Решение о предельном числе сроков полномочий, в течение которых возможно занятие должности главы государства с республиканской формой правления одним лицом <…>, всегда является, по существу, вопросом выбора баланса между различными конституционными ценностями. На фоне этого базового баланса конституционный законодатель может учитывать и конкретно-исторические факторы принятия соответствующего решения, в том числе степень угроз для государства и общества, состояние политической и экономической систем и т. п.
Указание в Определении Конституционного Суда Российской Федерации от 5 ноября 1998 года № 134-О на то, что два срока полномочий подряд <…> составляют конституционный предел <…>, основано на действующей в момент его принятия (и на сегодняшний день <…>) редакции статьи 81 (часть 3) Конституции Российской Федерации, положение которой не было ни само изменено, ни дополнено.
По мнению ряда политологов, депутатов, журналистов, ключевым изменением являлось «обнуление» президентских сроков Владимира Путина, которое позволит ему выдвигаться на пост главы государства ещё на два раза и в случае победы на следующих выборах — в 2024-м и 2030-м — руководить страной до 2036 года, то есть четыре периода подряд. По мнению части политологов, это было главной целью всей затеянной кампании по поправкам.

### Другие поправки (2-е и 3-е чтение)
Также была предложена поправка депутата от «Единой России» Александра Карелина о досрочных выборах Государственной Думы в 2020 году, однако он снял её, «учитывая сказанное и учитывая позицию президента».
Окончательно поправки во втором чтении затронули сорок одну статью Конституции с 3-й по 8-ю главу.
Во втором чтении Государственной Думы за внесение поправок проголосовали 382 депутата, 44 (КПРФ и Ф. Тумусов из «Справедливой России») — воздержались, против — 0.
11 марта Государственная Дума приняла в третьем чтении и направила на рассмотрение в Совет Федерации поправки в Конституцию, принятые во втором чтении с некоторыми малыми изменениями. В Совете Федерации за закон о поправках проголосовало 160 чел (из 164 голосовавших, 94,1 %): против высказался только Вячеслав Мархаев (Бурятия), воздержались трое: Людмила Нарусова (Тыва), Валерий Усатюк (Хакасия) и Василий Иконников (Орловская область). Мархаев, Иконников и Усатюк являются членами КПРФ.

## Хронология принятия поправок
15 января 2020 года была образована рабочая группа по подготовке предложений о внесении поправок в Конституцию Российской Федерации в составе 75 человек. 17 января при рабочей группе была сформирована сводная подгруппа, которая будет ежедневно обобщать поступающие предложения.
20 января президент В. В. Путин внёс в Государственную Думу законопроект «О совершенствовании регулирования отдельных вопросов организации публичной власти». 23 января законопроект был принят Госдумой в первом чтении.
По сообщению агентства Newsru.com, планировалось 22 апреля 2020 года провести общероссийское голосование. В отличие от референдума — на голосовании не обязателен уровень явки выше 50 %. Голосование планируется пакетным, сразу за все поправки.
10 марта 2020 года Госдума приняла законопроект о поправках в Конституцию во втором чтении.
11 марта 2020 года Совет Федерации на пленарном заседании в первом чтении принял закон «О внесении поправок к Конституции Российской Федерации». Закон был принят большинством голосов.
В Государственной думе против включения в законопроект поправки об «обнулении» президентских сроков проголосовала вся фракция КПРФ (43 человека); один депутат воздержался (Сергей Иванов, фракция ЛДПР). При голосовании за пакет поправок в целом во втором чтении фракция КПРФ и 1 депутат фракции «Справедливая Россия» (Федот Тумусов, избранный от Якутии, — вероятно, из-за поправки о русском языке как языке «государствообразующего народа») воздержались. 11 марта при голосовании за пакет поправок в третьем чтении фракция КПРФ вновь воздержалась, а Федот Тумусов проголосовал за. В окончательном третьем чтении за — 85,1 %, против — 0 %, воздержались — 9,6 %, не голосовали — 5,3 %.
В Совете Федерации против закона проголосовал только Вячеслав Мархаев, трое членов Совета Федерации (Людмила Нарусова, Василий Иконников и Валерий Усатюк) воздержались.
12 и 13 марта 2020 года парламенты субъектов федерации одобрили поправки — документ поддержали все 85 региональных законодательных собраний (при установленном статьёй 136 Конституции необходимом минимуме в две трети региональных заксобраний — 57). Из 3980 региональных депутатов против поправок проголосовали 67. Скорость голосования стала рекордной в истории изменений российской Конституции.
14 марта 2020 года, в субботу, президент Путин подписал закон о поправках в Конституцию. С его подписью закон вступил в силу, однако нормы об изменении Конституции (статья 1) откладывались до общероссийского голосования и, согласно закону, вступали в силу при условии его положительного исхода, кроме того документ предусмотрел рассмотрение соответствия неизменяемым главам Конституции как самих поправок так и их особого ad hoc порядка вступления в силу Конституционным судом и лишь при его положительном вердикте голосование могло быть проведено.
Конституционный суд приступил к проверке закона на соответствие Конституции уже в тот же день, 14 марта 2020 года. В таком экстренном режиме Конституционный суд ранее собирался лишь однажды — для рассмотрения запроса президента Путина об одобрении договора о аннексии Крыма Россией.
16 марта 2020 года Конституционный суд подтвердил соответствие поправок Конституции.
- Положение о возможности создания федеральных территорий по своему буквальному смыслу не предполагает возможности образования федеральных территорий с приданием им статуса, равного статусу субъектов Российской Федерации[24]
- Конституционный Суд Российской Федерации неоднократно указывал на <…> объективную необходимость взаимодействия с органами местного самоуправления органов государственной власти субъекта Российской Федерации <…> как на достаточное основание для участия органов государственной власти в законодательном регулировании порядка формирования органов местного самоуправления, а также для участия выборных лиц местного сообщества, учёта их мнения в рамках процедуры замещения должности высшего должностного лица субъекта Российской Федерации (руководителя высшего исполнительного органа государственной власти субъекта Российской Федерации) (постановления от 24 декабря 2012 года N 32-П и от 1 декабря 2015 года N 30-П)
- В её главах 1 и 2, равно как и в главе 9, не имеется положений, которые могли бы опровергнуть возможность такого решения, которое предлагается реализовать в статье 81 (части 3 и 3.1) Конституции Российской Федерации и в части 6 статьи 3 Закона о поправке. Например, запрет присвоения власти в Российской Федерации (статья 3, часть 4, Конституции Российской Федерации) во всяком случае не относится к ситуации, когда лицо избирается, пусть неоднократно и подряд, на основе всеобщего равного и прямого избирательного права при тайном голосовании. Конституционному законодателю также не может быть отказано в дискреции, даже усиливая (ужесточая) предусмотренное статьей 81 (часть 3) Конституции Российской Федерации ограничение числа сроков, допустить возможность (с учётом этого и других изменений Конституции Российской Федерации) преодоления — в качестве переходной меры — ранее установленных ограничений
- В настоящее время Конституция Российской Федерации ни в главах 1 и 2, ни в главе 7 «Судебная власть и прокуратура» не закрепляет конкретного порядка прекращения полномочий судей, определяя лишь, что полномочия судьи могут быть прекращены или приостановлены не иначе как в порядке и по основаниям, установленным федеральным законом (статья 121, часть 2). Наделение соответствующими полномочиями Совета Федерации и Президента Российской Федерации не может рассматриваться как несовместимое со статьей 10 Конституции Российской Федерации, гарантирующей самостоятельность органов законодательной, исполнительной и судебной власти, и с конституционной природой судебной власти в демократическом правовом государстве, принимая во внимание, что в соответствующей процедуре участвуют Президент Российской Федерации и законодательная власть в лице Совета Федерации и она во всяком случае не допускает немотивированного и ничем не обоснованного прекращения полномочий судей, предполагая установление федеральным конституционным законом оснований и порядка такого прекращения

17 марта 2020 года Владимир Путин подписал указ о проведении 22 апреля всенародного голосования по предложенным поправкам в Конституцию.
25 марта 2020 года Владимир Путин предложил перенести голосование по поправкам в Конституцию на неопределённый срок из-за пандемии COVID-19.
В конце мая 2020 года в пояснительной записке к законопроекту о воспитании патриотизма у школьников была обнаружена ссылка на статью 67.1 Конституции, которая входит в пакет предлагаемых изменений к Конституции, не принятых на тот момент.
1 июня 2020 года президент Путин назначил голосование на 1 июля 2020 года.
16 июня 2020 года стало известно о поступлении в продажу Конституции с последними поправками.
2 июля 2020 года стало известно, что после обработки 100 % протоколов результаты составили 77,92 % за поправки (явка 67,97 %).
4 июля 2020 года с момента опубликования в официальных изданиях поправки вступили в силу.

### Состав рабочей группы
Состав утверждён распоряжением президента РФ от 15 января 2020 года
- Авакьян, Сурен Адибекович
- Агапова, Наталья Николаевна
- Альшанская, Елена Леонидовна — сообщила, что не работала над поправками в Конституцию[75].
- Амбиндер, Лев Сергеевич
- Занко, Ольга Николаевна
- Афонин, Юрий Вячеславович
- Баталина, Ольга Юрьевна
- Бебенин, Сергей Михайлович
- Безпалько, Богдан Анатольевич
- Белов, Сергей Александрович
- Блажеев, Виктор Владимирович
- Бокерия, Лео Антонович
- Бурлаков, Сергей Владимирович
- Бурлачко, Юрий Александрович
- Гартунг, Валерий Карлович
- Горячева, Светлана Петровна
- Громов, Борис Всеволодович
- Гумерова, Лилия Салаватовна
- Долуда, Николай Александрович
- Дудова, Людмила Васильевна
- Зинченко, Юрий Петрович
- Исинбаева, Елена Гаджиевна
- Калинин, Александр Сергеевич
- Калягин, Александр Александрович
- Кандыбович, Сергей Львович
- Касперская, Наталья Ивановна
- Катырин, Сергей Николаевич
- Киркора, Ирина Владимировна
- Клишас, Андрей Александрович (сопредседатель рабочей группы, по согласованию)[76]
- Косачёв, Константин Иосифович
- Крашенинников, Павел Владимирович (сопредседатель рабочей группы, по согласованию)
- Лазарев, Валерий Васильевич
- Лахова, Екатерина Филипповна
- Левин, Леонид Леонидович
- Ледков, Григорий Петрович
- Макаров, Андрей Михайлович
- Марченко, Михаил Николаевич
- Мацуев, Денис Леонидович
- Машков, Владимир Львович
- Мерзлякова, Татьяна Георгиевна
- Михеева, Лидия Юрьевна
- Мохначук, Иван Иванович
- Мухаметшин, Фарид Хайруллович
- Мякуш, Владимир Викторович
- Никифоров, Николай Алексеевич
- Никонов, Вячеслав Алексеевич
- Нилов, Ярослав Евгеньевич
- Оглоблина, Юлия Васильевна
- Пиотровский, Михаил Борисович
- Прилепин, Евгений Николаевич
- Пушков, Алексей Константинович
- Раскин, Евгений Олегович
- Роднина, Ирина Константиновна
- Ролик, Александр Иванович
- Рошаль, Леонид Михайлович
- Смирнова, Светлана Константиновна
- Соловьёв, Владимир Геннадиевич
- Сохроков, Хаути Хазритович
- Смолин, Олег Николаевич
- Султанов, Евгений Батырович
- Терешкова, Валентина Владимировна
- Тихомиров, Юрий Александрович
- Трегулова, Зельфира Исмаиловна-
- Фальков, Валерий Николаевич
- Хабриева, Талия Ярулловна (сопредседатель рабочей группы)
- Харитонов, Сергей Алексеевич
- Хованская, Галина Петровна
- Цунаева, Елена Моисеевна
- Чубарьян, Александр Оганович
- Шахназаров, Карен Георгиевич
- Шимкив, Андрей Иванович
- Шихсаидов, Хизри Исаевич
- Шмаков, Михаил Викторович
- Шохин, Александр Николаевич
- Шутов, Андрей Юрьевич

## Критика

### Открытое письмо против принятия поправок в Конституцию
427 юристов, писателей, журналистов и учёных подписали открытое письмо против принятия поправок в Конституцию. Текст обращения опубликован в воскресенье, 15 марта, в 20:41 на сайте радиостанции «Эхо Москвы». Они назвали обнуление сроков действующего президента «противоправным, политически и этически неприемлемым». Авторы обращения заявили, что «над нашей страной нависла угроза глубокого конституционного кризиса и противоправного антиконституционного переворота, облечённого в псевдолегальную форму». По их мнению, такое развитие событий «подрывает возможность эволюционного развития нашей страны» на принципах народовластия и свободы.
Они обращают внимание на то, что определение Конституционного суда от 5 ноября 1998 года указывает на недопустимость манипуляций с подсчётом президентских сроков. Также, по их мнению, поправки в главы 3-8 Конституции вступают в противоречие с положениями глав 1 и 2. В обращении говорится о нарушении порядка принятия поправок к Конституции: вносимые поправки не взаимосвязаны и не могут быть приняты единым пакетом.
Авторы напоминают, что исчерпывающий порядок принятия поправок описан в 136-й статье Конституции: Госдума, Совет Федерации и региональные парламенты. К тому же есть «федеральный закон „О порядке принятия и вступления в силу поправок к Конституции РФ“ от 4 марта 1998 г. »[Закон] прямо указывает, что «одним законом РФ о поправке к Конституции РФ охватываются взаимосвязанные изменения конституционного текста». Совершенно очевидно, что принимаемый грубо и открыто нарушает это требование, соединяя в себе комплекс тематически и содержательно не взаимосвязанных изменений текста", — пишут авторы открытого письма и делают вывод, что «органы представительной власти не имели возможности выразить своего отношения к этим содержательно различным поправкам, а значит, порядок принятия поправки к Конституции не был соблюдён», — сказано в обращении.
По их мнению, эти нормы нарушают принцип равенства перед законом и гарантии прав и свобод личности, противоречат принципам федерализма, принципам разделения властей, независимости судебной системы и автономии местного самоуправления.
Среди подписавших обращение — академик РАН Александр Аникин, декан юридического факультета МГУ Александр Голиченков, доктор исторических наук Алексей Вигасин, журналисты Леонид Парфёнов и Василий Уткин, писатель Виктор Шендерович, актриса Лия Ахеджакова, театральный режиссёр Иосиф Райхельгауз. Заявление поддержали директор «Левада-центра» Лев Гудков, телеведущие Татьяна Лазарева и Михаил Ширвиндт, писатели Александр Архангельский, Лев Рубинштейн и другие.
Московская Хельсинкская группа указывает также на наличие расширенного списка подписантов.

### Открытое письмо муниципальных депутатов против поправок
192 депутата муниципальных образований и региональных парламентов из 26 субъектов страны подписали открытое письмо против внесения изменений в Конституцию. По мнению подписантов, предлагаемые изменения «несовместимы со свободой и демократией, достоинством и правами человека». Поправки «разрушают российское государство и создают угрозу самому его существованию уже в ближайшем будущем», считают авторы обращения. Среди подписантов — московские муниципальные депутаты Константин Янкаускас, Илья Азар, Елена Филина, Наталья Каплина, депутаты петербургского Заксобрания Максим Резник и Борис Вишневский, а также Лев Шлосберг из псковского парламента.

### Общественная кампания «НЕТ»
Кампанию «НЕТ!» в конце января запустил ряд оппозиционных политиков, муниципальных депутатов Москвы, общественных деятелей, в том числе Юлия Галямина, Илья Азар, Дмитрий Гудков. О поддержке кампании заявлял также Михаил Ходорковский. По словам Юлии Галяминой, распространением манифеста в соцсетях кампания не закончится: «Это только старт. У нас будут видеоролики, разные мероприятия, собрания, листовки, стикеры. В субботу пройдёт первый митинг в Екатеринбурге». По её словам, централизованно организовывать митинги в разных городах не планируется, так как инициатива по защите Основного закона должна исходить от самих граждан. Она не исключает, что граждане инициируют акции протеста как до, так и после голосования по поправкам.
23 января 2020 года был опубликован манифест против конституционного переворота, в котором утверждалось, что «цель этого переворота — пожизненное сохранение у власти Владимира Путина и его коррумпированного режима». Инициаторы манифеста, в числе которых ряд оппозиционных политиков, муниципальных депутатов Москвы, общественных деятелей, в том числе Юлия Галямина, Илья Азар, Дмитрий Гудков, через несколько дней запустили кампанию «НЕТ!», нацеленную на широкую агитацию против голосования по поправкам. О поддержке кампании заявлял также Михаил Ходорковский.
24 января в Тюмени прошёл пикет против поправок, в нём приняло участие 20 человек. 1 февраля в Екатеринбурге прошёл аналогичный митинг, который, по оценкам организаторов, посетили до 500 человек. 11 февраля в том же Екатеринбурге прошло первое собрание комитета общественной кампании «Нет!». Несогласованный митинг численностью более 20 человек прошёл 1 февраля в Петербурге. Митинг был организован движением «Солидарность», закончился задержаниями. 13 марта в рамках кампании состоялись метропикеты в Москве. 14 марта в Хабаровске в акции «Нет!» поучаствовали сотни жителей.
25 июня комитет кампании «НЕТ!» призвал оппозиционных лидеров мнений и их сторонников отказаться от бойкота голосования.
15 июля более 130 человек было задержано во время шествия по направлению к Петровке после сбора подписей против поправок на Пушкинской площади в Москве. В согласовании акции ранее было отказано со ссылкой на указ мэра Москвы о самоизоляции.

### Реакция политических партий и региональных парламентов

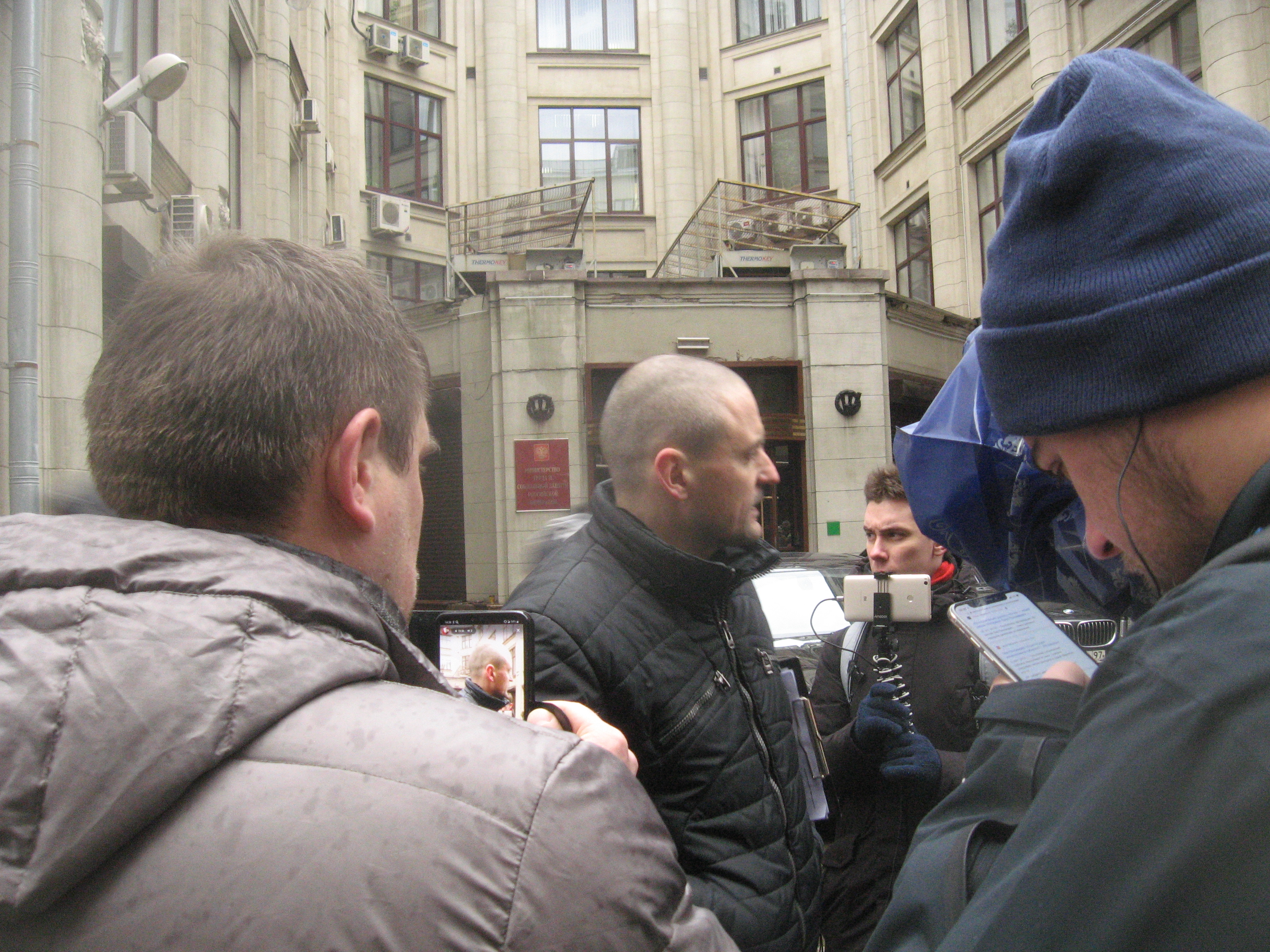
Обращение представителей: Левого фронта, Партии Дела, «Другой России», движения «Новороссия», Объединения перевозчиков России, ОКП, РОС, «Гражданской солидарности» и др. организаций и граждан 25 января 2020 г. в АП с требованием провести референдум — с голосованием по каждой поправке отдельно

25 января 2020 года представители партий, общественных движений, и отдельные граждане подали индивидуальные заявления в приёмную Администрации президента с требованием провести референдум, с попунктным голосованием по поправкам к Конституции.
Оппозиционные депутаты, в том числе Геннадий Зюганов (КПРФ) и Сергей Миронов («Справедливая Россия») предлагали свои корректировки Конституции, фактически отменяющие прошедшую пенсионную реформу и повышение пенсионного возраста. Депутаты Николай Арефьев (КПРФ) и Константин Слыщенко («Единая Россия») предлагали расширить путинские поправки о запрете на иностранные гражданство и счета для высших лиц, дополнив их запретом на зарубежную недвижимость; это предложение было отклонено.
В ряде региональных парламентов предложенные поправки не нашли единогласного одобрения. С критикой отдельных поправок 12 марта выступил председатель Государственного Собрания Якутии Пётр Гоголев, депутат парламента от «Справедливой России» Сулустаана Мыраан проголосовала против и сдала свой мандат. 12 марта выступили депутаты Госсовета Татарстана: глава фракции КПРФ Хафиз Миргалимов высказался против обнуления сроков, а Рамиль Тухватуллин — против поправки о русском как языке государствообразующего народа, Ркаил Зайдулла — против федеральных территорий, упоминания Бога, фразы «государствообразующий народ».
17 марта группа депутатов организовала встречу с гражданами около Госдумы. Участвовало порядка 300 человек, пришли депутаты Валерий Рашкин, Денис Парфёнов, члены Мосгордумы. Было задержано двое активистов и Cергей Удальцов.

### Реакция политологов, журналистов и других публичных лиц
3 марта Муфтий Татарстана Камиль Самигуллин выступил против фразы «государствообразующий народ» и за упоминание Бога.
Значительный резонанс спровоцировало также внесение Валентиной Терешковой дополнительной поправки об обнулении президентских сроков, позволяющем Владимиру Путину после двух президентских сроков снова (в 2024 году) претендовать на пост главы государства. После появления такой поправки стали звучать мнения, что вся конституционная реформа задумывалась ради сохранения власти Путиным.
11 марта и позже несколько родов Ингушетии направили открытые письма Владимиру Путину, объявив о бойкоте предстоящего голосования.

### Позиция Венецианской комиссии
В январе 2020 года ПАСЕ обратилась в Венецианскую комиссию с просьбой оценить ряд поправок. 18 июня комиссия опубликовала решение, в котором рекомендовала изменить или полностью отказаться от предложенных изменений в статье 79 Конституции, которые закрепляют за Россией право не исполнять «решения межгосударственных органов, принятые на основании положений международных договоров Российской Федерации в их истолковании, противоречащем Конституции Российской Федерации». Эксперты Венецианской комиссии в заключении указывают, что со вступлением в Совет Европы и ратификацией Конвенции о правах человека Россия обязалась исполнять решения ЕСПЧ, а статья 46 Конвенции указывает, что исполнение решений суда является обязательным. Комиссия также выразила обеспокоенность возможностью увольнять судей Конституционного Суда. Глава комитета Совета Федерации по конституционному законодательству и госстроительству Андрей Клишас назвал отдельные выводы комиссии ошибочными и не учитывающими развития правовых институтов России за последние 30 лет.
16 марта 2020 года 128 российских юристов, политологов и правозащитников, среди которых участник Конституционного совещания Георгий Сатаров, профессор конституционного права ВШЭ Ирина Алебастрова, профессор экономики Института политических исследований (Париж) Сергей Гуриев, правозащитник Лев Пономарёв, инициировали и подписали обращение в Совет Европы с требованием провести срочную правовую экспертизу изменений в Конституции РФ. Обращение было размещено на сайте Change.org, где оно набрало более 200 тыс. подписей к 27 мая 2020 года. 27 мая 2020 года Совет Европы рассмотрел обращение и принял решение направить запрос на экспертизу в Венецианскую комиссию. Венецианская комиссия должна проверить изменения Конституции РФ на соответствие европейским и международным стандартам демократии и верховенства права, а также правовым обязательствам России в рамках Совета Европы.
18 июня 2020 года Венецианская комиссия опубликовала своё заключение по поправкам в Конституцию РФ, касающееся вопроса исполнения Российской Федерацией решений Европейского суда по правам человека. В заключении комиссия указала, что выбор между исполнением и неисполнением решений Европейского суда по правам человека невозможен: в соответствии со статьей 46 Конвенции о защите прав человека и основных свобод решения ЕСПЧ являются обязательными к исполнению. В поправках содержится крайне широкая формулировка «в истолковании, противоречащем Конституции Российской Федерации» ‒ более широкая, чем в старой редакции статьи 79 Конституции РФ («если это не влечёт ограничения прав и свобод человека и гражданина и не противоречит основам конституционного строя Российской Федерации»). Комиссия также выразила обеспокоенность поправкой к статье 83 Конституции РФ, согласно которой Совет Федерации получает право прекращать полномочия судей Конституционного суда РФ на основании внесённого президентом РФ представления о прекращении полномочий.
23 марта 2021 года Венецианская комиссия опубликовала своё заключение по поправкам в Конституцию РФ, касающееся более широкого круга вопросов, затронутых поправками в российскую конституцию, а также самой процедуры принятия поправок. Комиссия приветствовала ряд позитивных изменений, как то: усиление защиты социальных прав, ограничение полномочий президента РФ двумя сроками, право президента РФ обращаться в Конституционный суд РФ относительно применения президентского вето, закрепление в Конституции РФ статуса Госсовета, на протяжении двадцати лет действовавшего исключительно на основе исполнительного правового акта, усиление парламентского контроля, включая возможность направлять парламентские запросы руководителям государственных органов и заслушивать ежегодные доклады генерального прокурора РФ, установление фиксированного шестилетнего срока полномочий для большинства сенаторов Совета Федерации. Вместе с тем, у комиссии нашлись претензии к другим изменениям Конституции РФ, внесённым поправками, а также к самой процедуре принятия этих поправок.
Так, Венецианская комиссия отметила, что в общем плане придание конституционного статуса уже существующим положениям обыкновенных законов (их конституционализация) чревато исключением соответствующих вопросов из открытого обсуждения и тем самым ограничивает демократический процесс. Будучи закрепленными в Конституции РФ, нормы утрачивают гибкость: они не могут быть вынесены на рассмотрение Конституционного суда РФ и, наоборот, становятся для Конституционного суда эталоном при оценке других правовых норм.
Венецианская комиссия пришла к выводу, что поправки несоразмерно расширили полномочия президента РФ, ликвидировав при этом некоторые механизмы сдержек и противовесов, изначально предусмотренные в Конституции РФ. Исключение в отношении срока полномочий, которое ad hominem применимо к действующему и предыдущему президентам РФ (Путину В. В. и Медведеву Д. А.), противоречит самой логике принятой поправки, ограничивающей мандат президента РФ двумя сроками. Чрезвычайно широкие рамки неприкосновенности вкупе с правилами процедуры отрешения от должности, которые весьма затрудняют возможность отстранения президента РФ от власти, поднимают серьёзные вопросы относительно подотчётности президента РФ. Президент РФ приобрёл дополнительные полномочия за счёт Председателя Правительства РФ. Увеличение числа сенаторов, назначаемых президентом РФ, может дать последнему дополнительные рычаги влияния. Это вызывает сомнения в том, что Совет Федерации будет достаточно независимым от исполнительной власти, чтобы осуществлять функции контроля, возложенные на него Конституцией РФ. В совокупности все эти поправки выходят далеко за рамки того, что уместно в соответствии с принципом разделения властей, даже при президентском режиме.
Венецианская комиссия заключила, что поправки, касающиеся судебной системы, в частности предоставление президенту РФ права инициировать освобождение от должности председателей судов высшей инстанции, а также председателей, заместителей председателей и судей кассационных и апелляционных судов по очень расплывчато сформулированным основаниям, затрагивают наиболее важную составляющую независимости судебной власти. Поправки в положения о судебной системе, вместе взятые, представляют собой угрозу верховенству права в Российской Федерации.
Также Венецианская комиссия пришла к выводу, что принятые поправки ослабляют субъекты РФ и органы местного самоуправления. Включение положений, в которых речь идёт о русском народе, входит в противоречие с многонациональным характером Российской Федерации.
Относительно процедуры принятия поправок Венецианская комиссия заключила, что скорость проведения процесса подготовки столь широкомасштабных поправок абсолютно не соответствовала глубине содержания поправок с учётом их воздействия на общество. Скорость процесса привела к тому, что времени для надлежащих консультаций с гражданским обществом до принятия поправок парламентом было недостаточно. Так как Конституционное собрание не созывалось, Конституция РФ была принята после того, как по ней проголосовал парламент и субъекты РФ. После этих этапов, в соответствии со статьей 135 Конституции РФ, поправки должны были вступить в силу. Отрицательный результат специально введённых дополнительных этапов, таких как рассмотрение Конституционным судом РФ и общероссийское голосование, не мог бы стать препятствием для вступления поправок в силу. Из этого следует, что включение этих дополнительных этапов в процедуру внесения поправок в Конституцию РФ явно входит в конфликт со статьей 16 Конституции РФ, направленной на защиту «основ конституционного строя Российской Федерации».

## Изменения в законодательстве после принятия поправок
К концу 2020 года завершилась основная часть работы по приведению федерального законодательства в соответствие с новыми нормами Конституции. Поправки внесены в 136 федеральных законов. Приняты и подписаны президентом 17 законов во исполнение конституционных положений. Изменения в законодательство вносились и в 2021 году и коснулись изменений Семейного кодекса, Гражданского, Гражданского процессуального, Уголовно-процессуального, Арбитражного процессуального и КАС РФ. Среди них:
- ФЗ «О порядке формирования Совета Федерации Федерального Собрания Российской Федерации»[134]
- ФЗ «О федеральной территории „Сириус“»[135]
- ФЗ «О внесении изменений в Федеральный закон „О статусе члена Совета Федерации и статусе депутата Государственной Думы Федерального Собрания Российской Федерации“»[136]
- ФЗ «О внесении изменения в статью 3 Федерального закона „О гарантиях Президенту Российской Федерации, прекратившему исполнение своих полномочий, и членам его семьи“»[137]
- ФЗ «О внесении изменений в статьи 6 и 165 Семейного кодекса Российской Федерации»[138]
- ФЗ «О внесении изменения в статью 25-1 Федерального закона „О государственной гражданской службе Российской Федерации“»[139]
- ФЗ «О внесении изменения в статью 7 части первой Гражданского кодекса Российской Федерации»[140]
- ФЗ «О внесении изменений в отдельные законодательные акты Российской Федерации в части недопущения применения правил международных договоров Российской Федерации в истолковании, противоречащем Конституции Российской Федерации»[141]
- ФЗ «О внесении изменений в Уголовно-процессуальный кодекс Российской Федерации в связи с принятием Федерального закона „О службе в органах принудительного исполнения Российской Федерации и внесении изменений в отдельные законодательные акты Российской Федерации“»[142]
- ФЗ «О внесении изменений в отдельные законодательные акты Российской Федерации»[143]
- ФЗ «О внесении изменения в статью 1 Федерального закона „О противодействии экстремистской деятельности“»[144]
- ФЗ «О Государственном Совете Российской Федерации»[145]
- ФКЗ «О внесении изменений в Федеральный конституционный закон „О Конституционном Суде Российской Федерации“»[146]
- ФЗ «О внесении изменений в отдельные законодательные акты Российской Федерации» (в части приведения законодательства о выборах и референдумах в соответствие с поправками к Конституции Российской Федерации)[147]